# Eliminativismo
L'eliminativismo rispetto a qualsiasi scienza sostiene che gli enti, le metodologie o i concetti di tale scienza debbano essere eliminati completamente su tutti i livelli (ontologico, epistemologico e
concettuale), e di fatto accettati e studiati solo da una scienza "più fondamentale", eliminando però ogni previa ipotesi.
Si potrebbe considerare una forma estrema di riduzionismo.

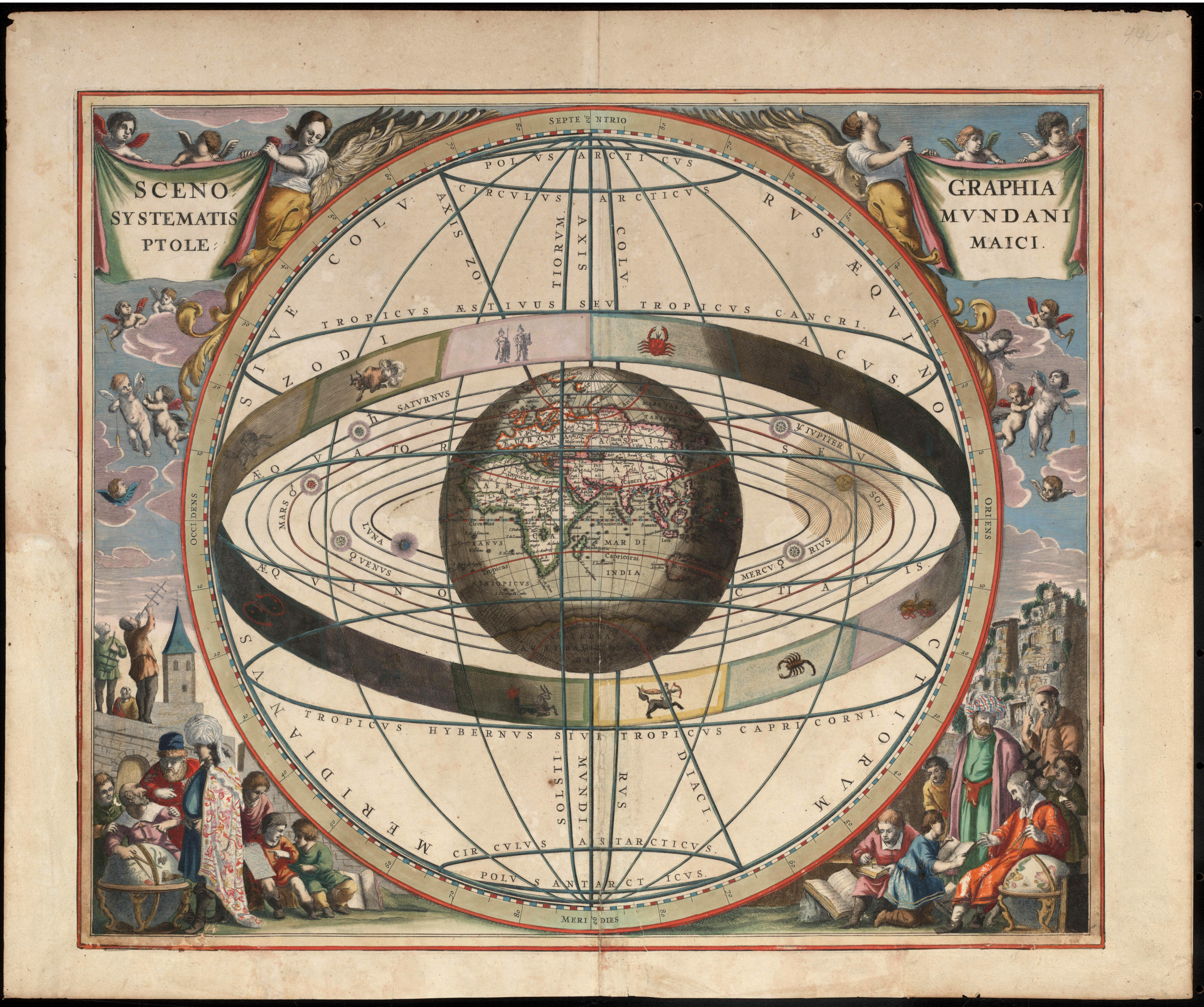

In particolare, l'eliminativismo nella filosofia della mente sostiene che:
- La mente non esiste come entità separatamente dal corpo
- La mente possa essere studiata solo attraverso fenomeni più fondamentali, come il comportamento o l'attività neuronale
- I concetti usati nella psicologia tradizionale siano inadatti, troppo vaghi e persino erronei, e per questo devono essere eliminati in favore del linguaggio della fisica e della neurologia.

Un eliminativista ante-litteram potrebbe essere considerato il filosofo e medico illuminista materialista Julien Offray de La Mettrie, autore di L'uomo macchina.
L'eliminativismo propone di eliminare il concetto tradizionale di mente, considerandola semplicemente un oggetto della fisica. Le leggi che descrivono il funzionamento della mente non hanno alcuna caratteristica particolare che le rendano differenti da altre leggi fisiche, quindi la mente deve essere studiata come qualsiasi altro oggetto fisico. Assumendo che la mente si manifesti soprattutto in due aspetti, il comportamento ed il cervello, l'eliminativismo identifica la mente con questi aspetti negando completamente un'eventuale realtà o causalità oltre o dietro questi fenomeni. Con ciò di fatto si elimina ogni aspetto metafisico della mente.
L'eliminativismo tenta in questo modo di superare il problema mente-corpo, considerando la mente come un concetto errato, concentrandosi solo sullo studio del cervello e negando qualsiasi forma di dualismo.
Importanti esponenti sono Paul Churchland e Patricia Churchland.

## Letture consigliate
- Churchland, P. (1979). Scientific Realism and the Plasticity of Mind. New York, Press Syndicate of the University of Cambridge.
- Churchland, P. (1981). Eliminative Materialism and the Propositional Attitudes. Journal of Philosophy 78(2): 67-90.
- Churchland, P. (1984) Matter and Consciousness. Cambridge, Massachusetts, The MIT Press.
- Churchland, P. & P. S. C. (1998). Intertheoretic Reduction: A Neuroscientist's Field Guide in On the Contrary Critical Essays, 1987-1997. Cambridge, Massachusetts, The MIT Press: 65-79.
- Jacquette, D. (1994). Ockham's Razor. Philosophy of Mind. Engleswoods Cliffs, N.J., Prentice Hall: 34-36.
- Rorty, R. (1965) Mind-body Identity, Privacy and Categories in The Review of Metaphysics XIX reprinted Rosenthal, D.M. (ed.) (1971)
- Rorty, R. (1970) In Defense of Eliminative Materialism in The Review of Metaphysics XXIV reprinted. Rosenthal, D.M. (ed.) (1971)